# Isabella di Mar
Isabella di Mar (1277 – 12 dicembre 1296) è stata una nobile scozzese.

## Biografia
Era figlia di Donald I conte di Mar, e di sua moglie Helen, probabilmente una figlia naturale di Llywelyn Fawr ap Iorwerth. Suo padre fu uno dei sette Guardiani di Scozia che vedevano in Roberto Bruce il legittimo re di Scozia. 

## Matrimonio
Il conte di Mar previde i vantaggi che potevano nascere da un'unione tra la sua famiglia e quella dei Bruce. Riuscì dunque ad organizzare il matrimonio tra sua figlia Isabella e Roberto. Domhnall fu il primo a cedere per iscritto le sue proprietà al Bruce.
Il matrimonio di Roberto e Isabella ebbe probabilmente luogo nel 1290 e leggenda vuole che gli sposi fossero innamorati. Subito dopo il matrimonio restò incinta e diede alla luce una bambina:
- Marjorie Bruce (dicembre 1296–2 marzo 1316)[2][3].

Isabella morì nel dare alla luce l'unica figlia e quindi prima di poter diventare regina di Scozia.
Suo marito Roberto dovette risposarsi per poter avere un erede maschio con Elisabetta de Burgh.
Marjorie venne maritata a Walter Stewart nel 1315 e  mise al mondo il futuro re di Scozia Roberto II.
L'attuale casa reale inglese discende direttamente da Isabella di Mar.
Gli stessi Aimone di Savoia-Aosta discendono direttamente anch'essi da Isabella di Mar.

### Cinema
- Viene nominata nel film del 2018 Outlaw King - Il re fuorilegge, diretto da David Mackenzie.